# ماريسا كوين
ماريسا كوين (بالإنجليزية: Marisa Quinn)‏ هي ممثلة أمريكية.

## وصلات خارجية
- ماريسا كوين على موقع IMDb (الإنجليزية)
- ماريسا كوين على موقع قاعدة بيانات الفيلم (الإنجليزية)